# 保厘塔
保厘塔，位于中国广东省江门市开平市苍城镇附城村牛牯坑山，建于清代乾隆六十年（1795年），高五层，为木石建筑，占地面积50平方米。1983年，列入开平县级文物保护单位（今为开平市文物保护单位）。